# ¡Qué tiempo tan feliz!
¡Qué tiempo tan feliz! va ser un programa de televisió produït per Mandarina per Telecinco.
Es va estrenar la tarda del dissabte 26 de setembre de 2009, a les 18.00 hores i va acabar l'1 d'abril de 2017. Va ser presentat per María Teresa Campos.
Entre febrer i març de 2012 es va emetre els dissabtes i diumenges de 16.00 a 21.00. Després, dissabtes de 18.00 a 20.15. Va ser substituït, després de la seva cancel·lació després de més de set anys, per Viva la vida.

## Format
Es tracta d'un magazín en el qual es recorda artistes, famosos, programes de televisió, estils musicals, etc, d'èxit en el passat d'Espanya. Comptava, quan és possible, amb la presència del convidat o convidats homenatjats i en el plató apareixen personatges, també populars, relacionats professional o personalment amb el protagonista del programa. Les entrevistes i tertúlies amb els convidats s'intercalen amb actuacions musicals dels Súper Singles, un grup format per ex-concursants d'Operación Triunfo que intervenien setmana a setmana en el programa, així com actuacions d'artistes convidats, incloent a vegades al propi homenatjat si és un músic.
A més, va incloure seccions durant el 2012 i 2013 com «El tarot de Esperanza Gracia» o els consells nutritius de Meli Camacho. Cal remarcar que a l'ésser l'únic programa de televisió que s'emetia en directe en les tardes del dissabte i el diumenge, incloïa l'actualitat vespertina del cor i una última hora, així com debats amb analistes i tot tipus de concursos.

## Història
El format va començar com un programa especial dedicat al torero Paquirri que no tenia vocació de continuïtat. L'èxit de l'espai va propiciar la seva continuïtat, emetent-se uns altres especials dedicats a Rocío Dúrcal (10 d'octubre de 2009), Mayra Gómez Kemp, amb la presència com a convidades de Fedra Lorente, Teresa i Paloma Hurtado i Beatriz Escudero (31 d'octubre de 2009), Lola Flores i Antonio González, "El Pescaílla" (7 de novembre de 2009), Nino Bravo (28 de novembre de 2009), Joselito (10 de desembre de 2009), Rocío Jurado (19 de desembre de 2009), Parchís (9 de gener de 2010) o Los Pecos (16 de gener de 2010). De tots aquests especials sense títol, només el de Mayra Gómez Kemp, a última hora i per motius mai aclarits, no va ser presentat per María Teresa Campos, que va ser substituïda per José Manuel Parada i Carmen Alcayde.
Seria a partir del 13 de març de 2010, quan el programa adquireix ja el seu títol definitiu de ¡Qué tiempo tan feliz! Des del 14 de novembre de 2010, el programa s'emet en la tanda diària del cap de setmana a la tarda.
Al setembre de 2014, el programa va retardar el seu inici en la tarda del dissabte una hora i mitja més tard, començant a les 19:30h, mentre els diumenges es manté en el mateix horari.
El gener de 2015, van fer la inversa i el programa tornava al seu horari habitual dels dissabtes, però es tornava a retardar el seu inici hora i mitja més tard en la tarda del diumenge.
Fins avui, el programa continua sent presentat per María Teresa Campos i a vegades ha estat substituïda per la seva filla Terelu Campos, prenent els comandaments del programa.
Entre febrer de 2015 fins a gener de 2017, el programa es va emetre, els dissabtes, de 17:45h a 21:00h, mentre els diumenges, de 19:30h a 21:00h.
Al gener-febrer de 2017, el programa simplificava el seu horari i es passaria a emetre, únicament els dissabtes, de 18h a 20:20h, a causa de l'arribada de Pasapalabra a la programació del cap de setmana en Telecinco, eliminant així la versió del diumenge.
A partir d'aquesta data afegeix un debat sobre actualitat amb col·laboradors i analistes.
El març de 2017, el programa modifica la seva estructura i passa de ser en rigorós directe a ser gravat. En el matí del dissabte, de 13h a 16h, el programa es farà en fals directe i a la tarda a les 18h donarà començament l'emissió recentment gravada. Tot això a causa de l'aparició del Deluxe.
El 14 de març de 2017, la cadena Telecinco anuncia que retira l'espai dues setmanes a causa de l'emissió dels últims episodis del reality Las Campos. Després d'això el 15 de març de 2017 es confirma la cancel·lació del programa després de 8 anys en la graella de Telecinco a causa dels baixos índexs d'audiència que últimament estava collint des de 2016 a les tardes dels caps de setmana. Pel que l'espai s'acomiadarà dels espectadors i de la graella de Mediaset España l'1 d'abril de 2017.
"¡Qué final tan feliz! Especial QTTF", va ser el nom amb el qual el programa va emetre el seu últim lliurament. Després d'això, la periodista Pilar Eyre parla sobre el possible retorn del programa, però si ho fa, ho farà en la graella de la nit de Telecinco.
El 7 d'abril de 2017 es confirma finalment que el programa ha estat rebutjat portar-lo a prime-time i que no tornarà. Poques hores després, es confirmava que Toñi Moreno presentaria un programa similar en les tardes del cap de setmana en Telecinco, anomenat ¡Viva la Vida!, i que rellevarà '¡Qué tiempo tan feliz!'

## Seccions
- Las mil caras de Bigote Arrocet (2015-2017)
- Yo bailo: secció de ball on 3 parelles de ballarins s'enfronten per guanyar un premi de 6.000 €. Compten amb diferents disciplines de salsa, bachata, tango, etc. (2016)
- Yo Soy: concurs on diferents persones desconegudes es ficaven en la pell d'un cantant famós. (2013-2014)
- Yo Soy VIP: en aquest cas, els cantants famosos eren interpretats per altres famosos. (2014-2015)
- El tarot de Esperanza Gracia: horòscop d'Esperanza Gracia en la tarda del diumenge. (2012-2013)
- La foto de Mariñas: secció en la qual el periodista Jesús Mariñas porta una foto del tema a tractar aquesta tarda al plató, de valor important. (2015)
- La Noticia de Íñigo: el reporter d'Eurovisió porta una notícia del panorama musical o de l'esport. (2015)
- Devuélveme el rosario de mi madre: secció on persones desconegudes acudeixen a plató a la recerca d'un objecte de vital importància per a ells, i si l'equip del programa ha aconseguit rescatar-lo. (Mai es va arribar a estrenar, 2016)
- Yo bailo KIDS: secció júnior del concurs 'Yo bailo'. (2016)
- Los consejos de Meli Camacho: secció dominical on Meli Camacho acudeix a plató a tractar temes sobre la salut. (2013-2015)
- Las canciones de mi vida: secció on diferents personatges del panorama musical o del cor se sentin al costat de María Teresa en una entrevista íntima on es repassarà la trajectòria de l'artista amb les cançons que van marcar la seva vida. (2015-2017)

## Col·laboradors
- (2009-2015/2017) Carlos Ferrando, Periodista del cor.
- (2012-2017) Terelu Campos, Periodista, presentadora i suplent de la presentadora titular.
- (2011-2017) Antonio Rossi, Periodista del cor.
- (2011-2017) Marisa Martín Blázquez, Periodista del cor.
- (2013-2017) Jesús Mariñas, Periodista del cor.
- (2013-2014/2015-2017) Mar Vega, Periodista del cor.
- (2010-2013/2016-2017) Tamara Gorro, Presentadora de La Noche en Paz.
- (2016-2017): Kike Calleja, reporter de Sálvame.
- (2015-2017): Isabel Rábago, periodista del cor.
- (2012-2016/2017): Torito, periodista.

## Col·laboradors antics
- (2009-2015) Juan Luis Alonso, periodista del cor.
- (2010-2014) Consuelo Berlanga, presentadora.
- (2010-2014) Nani Gaitan, presentadora.
- (2009-2013) Estela Goñi, "periodista del cor.
- (2009-2015) Esperanza Gracia, astròloga.
- (2009-2014) Rosario Mohedano, cantant, neboda de Rocío Jurado,
- (2011-2013) Josemi Rodríguez-Sieiro, comunicador.
- (2011-2013) Paloma Gómez Borrero, periodista.
- (2012-2014/2015) Luis Rollán, periodista.
- (2009-2014) Jaime Peñafiel, periodista, escriptor i especialista en Monarquia.
- (2009-2013) Concha Galán, periodista del cor.
- (2009-2013/2015) Pilar Eyre, periodista, escriptora i especialista en Monarquia.
- (2009) Enric Bayón, paparazzi.
- (2009-2014) Cristina Fernández, periodista del cor
- (2012-2014) Jorge Luengo, il·lusionista, Primer Premi Mundial de Màgia a Pequín.
- (2012) Enrique Cherubini, expert de moda.
- (2010-2015) Meli Camacho, periodista i experta en nutrició i salud estètica.
- (2011-2017) Inés la Maga, il·lusionista.
- (2011-2017) Mar Vega presentadora.
- (2012-2016) Quique Jiménez (Torito) Reporter.
- (2014-2016) José María Iñigo, Periodista.
- (2014-2016) Joaquín Hurtado, Periodista i presentador de Radiolé.
- (2014-2016) Tony Aguilar, Periodista, presentador i locutor de ràdio. (Esporàdic)
- (2015-2016) Anabel Pantoja, Neboda de Isabel Pantoja (Esporàdica)
- (2014-2016) Belén Rodríguez, Periodista i col·laboradora de realitys. (Esporàdica)
- (2016-2017) Ana Santacruz, Periodista del cor. (Esporàdica)
- (2016-2017) Isabel Rábago, Periodista del cor.
- (2016-2017) Alba Carrillo, Modelo i presentadora.
- (2016-2017) Mónica Martínez, Presentadora de televisió.
- (2016-2017) Rocío Carrasco, Presentadora, filla de Rocío Jurado i Pedro Carrasco'.

## Los SuperSingles
Son exconcursants d'anteriors edicions, d'Operación Triunfo, (de Telecinco), que cada programa interpreten cançons relacionades amb els convidats que acudeixen al programa. Antigament eren diferents intèrprets del programa que anaven girant cada setmana, fins que es va estandarditzar un grup definitiu amb els mateixos quatre intèrprets setmana a setmana.
ACTUALS:
- Fran Dieli (OT 2005)
- Mercedes Durán (OT 2006)
- Anabel Dueñas (OT 2008)

ANTICS:
- Ainhoa Cantalapiedra (O.T II (2002-2003))
- Nika (O.T II (2002-2003))
- Sandra Polop (OT 2005)
- Idaira (OT 2005)
- Lorena (OT 2006)
- Daniel Zueras (OT 2006)
- Saray Ramírez (OT 2006)
- Jorge González (OT 2006)
- Eva Carreras (OT 2006)
- Mayte Macanas (OT 2006)
- Iván Santos (OT 2008)
- Esther Aranda (OT 2008)
- Mimi Segura (OT 2008)
- Sandra Criado (OT 2008)
- Noelia Cano (OT 2008)
- Jorge Guerra (OT 2008)
- Patricia Navarro (OT 2009)
- Samuel Cuenda (OT 2009)
- Jon Allende (OT 2009)

## Discografia
- Las Canciones de «¡Qué tiempo tan feliz! - Los Supersingles» (2013).[8]
- Bravo por la música (2014).
- Las canciones de Qué tiempo tan feliz (2016).

## Audiència
Des de la seva estrena, l'espai ha tingut una mitjana històrica de més de 1,4 milions d'espectadors i un 12,1 de quota de pantalla. L'espai experimenta un major seguiment entre els espectadors majors de 55 anys, arribant a aconseguir el 20,4% entre els majors de 65 anys. A més, ha anotat un seguiment superior a la seva quota mitjana nacional a: Astúries (17,6%), Castella-la Manxa (14,8%), Aragó (14,2%), Euskadi (13,7%), Castella i Lleó (13,8), Canàries (12,9%), Galícia (12,4%) i el País Valencià (12,3%).

### Episodis
| Temporada | Temporada | Episodis | Estrena                | Final                  | Audiència mitjana | Audiència mitjana | Audiència mitjana |
| Temporada | Temporada | Episodis | Estrena                | Final                  | Espectadors       | Quota             |                   |
| --------- | --------- | -------- | ---------------------- | ---------------------- | ----------------- | ----------------- | ----------------- |
|           | 1         |          | 2 d'octubre de 2009    | 16 de gener de 2010    |                   |                   |                   |
|           | 2         |          | 13 de març de 2010     | 13 de novembre de 2010 |                   |                   |                   |
|           | 3         |          | 14 de novembre de 2010 | 29 de gener de 2012    |                   |                   |                   |
|           | 4         |          | 4 de febrer de 2012    | 2 de març de 2014      |                   |                   |                   |
|           | 5         |          | 8 de març de 2014      | 5 de setembre de 2015  |                   |                   |                   |
|           | 6         |          | 12 de setembre de 2015 | 18 de setembre de 2016 |                   |                   |                   |
|           | 7         |          | 24 de setembre de 2016 | 1 d'abril de 2017      |                   |                   |                   |
| Total     | Total     |          | 2009                   | 2017                   |                   |                   |                   |